# Prawe uszko serca

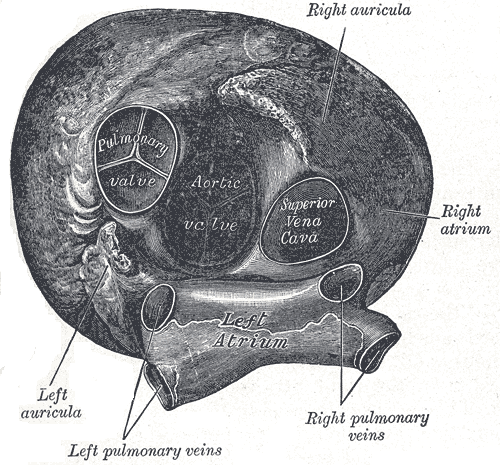
Widok serca z góry. Prawe uszko podpisane Right auricula.

Prawe uszko serca (łac. auricula cordis dextra) – w anatomii człowieka przednia wypustka prawego przedsionka serca, wypełniająca wgłębienie między prawą komorą a aortą wstępującą. Ma kształt spłaszczonego stożka, jest krótsze i szersze od lewego uszka, przyśrodkowy brzeg ma też bardziej od niego gładki. Wewnętrzną powierzchnię ma pokrytą wieloma mięśniami grzebieniastymi. Łączy się z przednią ścianą prawego przedsionka. W czasie skurczu prawej komory uszko obficie wypełnia się krwią. Najsilniej rozwinięte jest u płodu, u dorosłego człowieka jest stosunkowo mniejsze.